# Vuurkeelglansstaartkolibrie
De vuurkeelglansstaartkolibrie (Metallura eupogon) is een vogel uit de familie Trochilidae (kolibries).

## Verspreiding en leefgebied
Deze soort is endemisch in Peru.